# Ivan Fatić
Ivan Fatić (ur. 21 sierpnia 1988 w Pljevlji) – czarnogórski piłkarz występujący na pozycji obrońcy.